# The Halcyon, un palace dans la tourmente
Pour les articles homonymes, voir Halcyon (homonymie).
The Halcyon, un palace dans la tourmente est une série télévisée britannique en huit épisodes de 48 minutes créée par Charlotte Jones, diffusée entre le 2 janvier et le 20 février 2017 sur ITV.
En Suisse, elle a été diffusée à partir du 27 décembre 2017 sur RTS Un et en France à partir du 8 février 2018 sur France 3 sous le titre The Halcyon, un palace dans la tourmente.
La série est annulée après une saison.

## Synopsis
La série se situe à l'intérieur d'un palace hôtel, The Halcyon, le nom d'un oiseau, au centre de Londres aux tout débuts de la Seconde Guerre mondiale.

## Fiche technique
- Réalisateurs :
  - Stephen Woolfenden
  - Rob Evans
  - Justin Hardy
  - Philip John

- Scénaristes :
  - Charlotte Jones (en)
  - Jack Lothian
  - Martha Hillier
  - Sarah Dollard

## Distribution

### Acteurs principaux
- Steven Mackintosh (VF : Patrick Osmond) : Richard Garland, général manager
- Olivia Williams (VF : Isabelle Gardien) : Priscilla, Lady Hamilton
- Annabelle Apsion : Lillian Hobbs
- Mark Benton (en) (VF : Paul Borne) : Dennis Feldman, concierge
- Jamie Blackley (VF : Adrien Larmande) : Officier Freddie Hamilton
- Edward Bluemel (en) (VF : Brice Ournac) : Toby Hamilton
- Alex Boxall : Tom Hill
- Nick Brimble (VF : Christophe Desmottes) : Skinner
- Michael Carter (en) (VF : Achille Orsoni) : Wilfred Reynolds, réception manager
- Lauren Coe (VF : Rebecca Benhamour) :  Kate Loughlin, serveuse
- Hermione Corfield (VF : Noémie Orphelin) : Emma Garland, réceptionniste puis directrice-adjointe
- Sope Dirisu (VF : Eilias Changuel) : Sonny Sullivan, pianiste
- Charles Edwards (VF : Edgar Givry) : Lucian D'Abberville
- Kevin Eldon (en) (VF : Pascal Germain) : George Parry, chef
- Gordon Kennedy (VF : François Siener) : Robbie, sous-chef
- Akshay Kumar (VF : Thierry D'Armor) : Adil Joshi, barman
- Ewan Mitchell (VF : Martin Faliu) : Billy Taylor
- Nico Rogner (VF : Damien Witecka) : Max Klein, réfugié autrichien
- Matt Ryan (VF : Dominique Guillo) : Joe O'Hara, américain
- Kara Tointon (VF : Laetitia Coryn) : Betsey Day, chanteuse
- Liz White (VF : Claire Guyot) : Peggy Taylor, téléphoniste

### Acteurs récurrents
- Jamie Cullum : chanteur
- Eric Godon : Comte De St Claire, français
- Alex Jennings : Lord Hamilton, homme politique
- Beverley Knight : Ruby, chanteuse
- Charity Wakefield (VF : Ingrid Donnadieu) : Charity Lambert
- Danny Webb : Mortimer, officier
- Doug Allen (en) : Jim Taylor
- Jonathan Aris : Asper, espion allemand
- Geoffrey McGivern (en) : Lord Ambrose, homme politique
- Matthew Marsh : Delane
- Maggie O'Neill : Gloria, mère de Betsey Day
- Tim Plester (en) : Douglas
- Sophie Stanton (en) : Evelyn

 Source et légende : version française (VF) sur RS Doublage

## Épisodes
Les épisodes, sans titres originaux, sont numérotés de un à huit. Seuls les deux premiers épisodes ont hérité d'un titre francophone :
1. Bienvenue à l’hôtel Halcyon
2. Tension et Manipulation

### Revue de presse
- Julia Baudin, « The Halcyon, la vie de palace… ou presque », TV Magazine, Le Figaro, Paris, 4 février 2018, p. 10